# Cornelis Floris de Vriendt

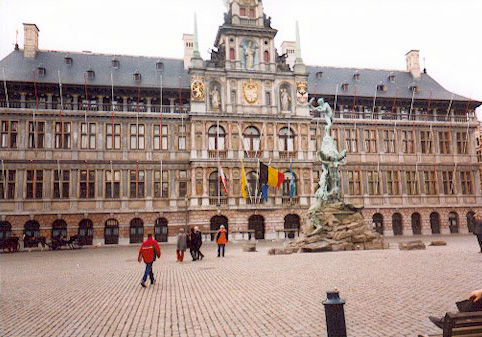
Stadhuis,o ayuntamiento, de Amberes.

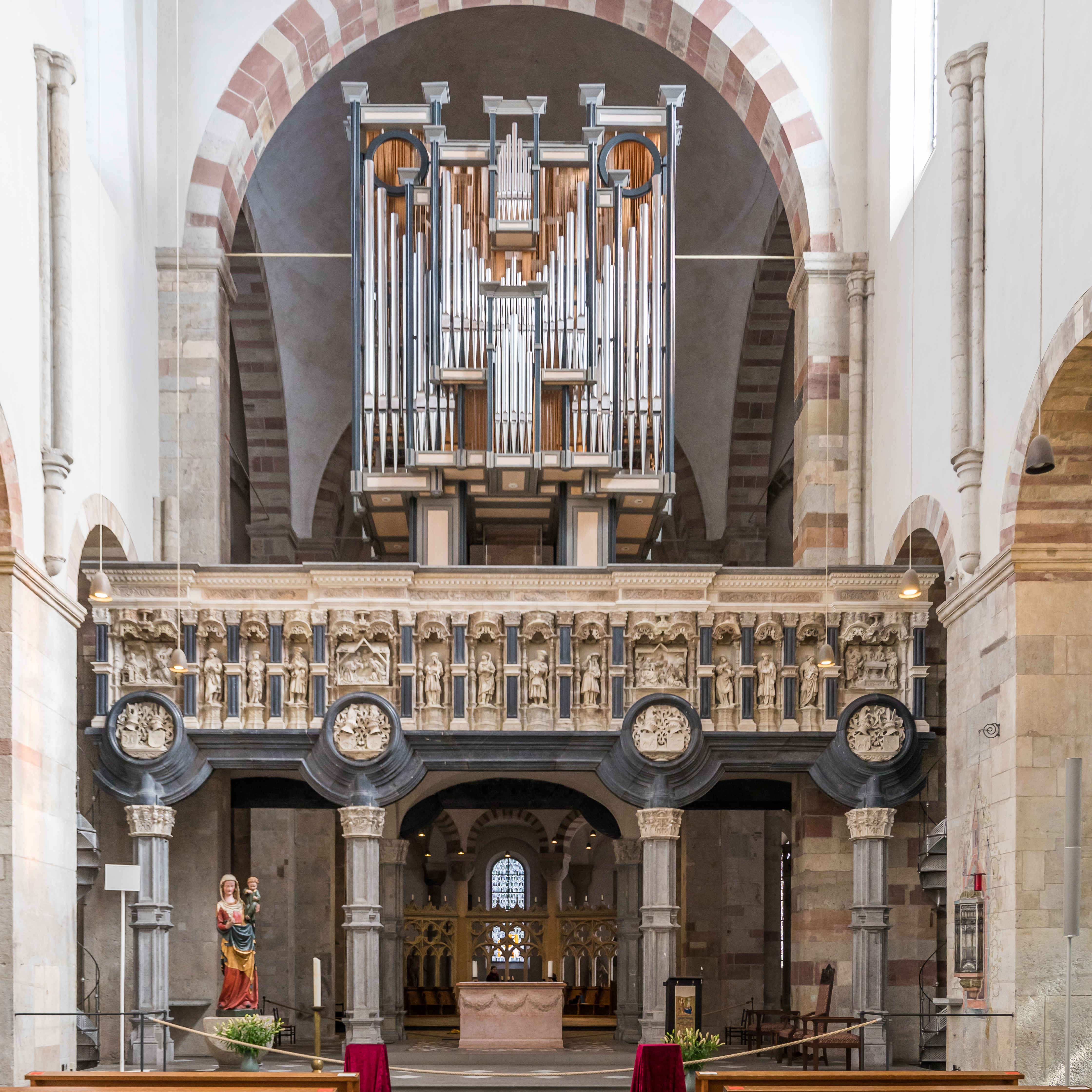
Coro de la catedral de Nuestra Señora de Tournai.

Cornelis Floris de Vriendt (Amberes; 1534 - ídem; 1575); escultor, arquitecto y grabador flamenco del siglo XVI.
A diferencia de su hermano Frans, Cornelis Floris de Vriendt dedicó su carrera artística principalmente a la escultura y en segundo término a las realizaciones arquitectónicas, en ambas artes realizó una síntesis del gótico tardío y el Renacimiento. 
Sus obras se encuentran principalmente en su ciudad natal donde se manifestó muy apasionado por las nuevas tendencias del renacimiento italiano, manifestándolo principalmente en la fachada del Ayuntamiento) de Amberes realizada entre los años 1561 y 1565 , con el cuerpo central resuelto como un arco de triunfo con arcos de medio punto entre pares de columnas. Como escultor sobresale en su producción el monumental tabernáculo de San Leonardo, en Léau del año 1552, con estatuas y relieves donde se aprecia la mezcla del estilo gótico con el renacentista. Realizó los sepulcros de los reyes de Dinamarca y los duques de Prusia en Königsberg así como toda la obra escultórica del coro de la catedral de Nuestra Señora de Tournai, en esta última obra se combina los estilos de Bramante con el de Andrea Sansovino.

## Referencia bibliográfica
VV. AA. (1988). Historia UNiversal del Arte:Renacimiento II y Manierismo. Barcelona, Editorial Planeta. ISBN 84-320-8906-0.
- Datos: Q525639
- Multimedia: Cornelis Floris / Q525639